# Oud Geleerd Jong Gedaan
Oud Geleerd Jong Gedaan (OGJG) is een Nederlandse stichting die senioren door middel van lezingen kennis wil laten maken met de ontwikkelingen in de wetenschap. Het gezegde 'jong geleerd, oud gedaan' werd door de stichting omgedraaid om te tonen dat ouderen veel van de jongere generatie kunnen leren.

## Ontstaan
Enny van Arkel en Ilse Nieuwland signaleerden bij hun werk in de ouderenzorg dat cliënten een grote behoefte hadden aan cognitieve uitdagingen. Ook zochten Van Arkel en Nieuwland naar een meer structurele verbinding tussen generaties. In 2014 richtten zij daarom de stichting op.
In 2018 kreeg OGJG de publieksprijs van de AUV-alumnusprijs. In 2018 werd de eerste Nederlandse Loterij in Beweging prijs toegekend.

## Werkwijze
De interactieve colleges worden gegeven door studenten van hogescholen en universiteiten die hun kennis delen. De cursussen worden vaak gegeven in de vorm van (online) seniorencolleges.
De colleges worden gehouden in verpleeghuizen, buurtcentra en bibliotheken. Omdat de stichting uitgaat van nieuwsgierigheid en zich richt op persoonlijke ontwikkeling worden geen eisen gesteld aan de vooropleiding van de deelnemers. Een collegereeks bestaat uit vier bijeenkomsten. Omdat de organisatie vooral gericht is op ouderen worden de colleges overdag georganiseerd.
Stichting Oud Geleerd Jong Gedaan wordt financieel gesteund door een aantal fondsen en particuliere donateurs. De organisatie is gevestigd aan de Nieuwe Herengracht in Amsterdam.